# Editora Nova Cultural
A Editora Nova Cultural (antiga Abril Cultural) é uma empresa de comunicação originada da Editora Abril, que oferece ao mercado produtos editoriais dirigidos prioritariamente em mídia impressa, nos segmentos de serviços, entretenimento e de referência.
Os produtos são distribuídos em diversos canais de vendas, como bancas de jornal, assinaturas, livrarias e venda direta.

## História
A Abril Cultural foi uma divisão do Grupo Abril fundada em 1968, sendo responsável pelo lançamento de mais de 200 fascículos, livros e discos no mercado editorial brasileiro. Foi transformada em 1982 na Editora Nova Cultural, passando a ser controlada pelo holding CLC – Comunicações, Lazer e Cultura.
Em 2008 foi notificado, que para menos 22 dos títulos da coleção "Obras-Primas" (que foi vendida entre 1995 e 2002 em bancas) da editora houve confirmação ou suspeita de atribuição errada dos tradutores (plágio).

## Coleções (algumas publicadas pela antiga Abril Cultural)
- A Bíblia mais Bela do Mundo (1966) - edição de luxo, com mais de 3000 ilustrações, marcou o início da popularização das edições culturais no Brasil.[1] Foi realizada a partir do original em italiano da Fratelli Fabbri Editori.
- Enciclopédia Conhecer (1966 1.ª edição) - em trinta anos, teve treze edições e vendeu mais de 100 milhões de exemplares.[1]
- Medicina e Saúde (1967)
- Nosso Século
- Grandes Compositores da Música Universal (1968)[5]
- Grandes Personagens da Nossa História (1972)
- Os Pensadores (1973)
- Mestres da Música (1979)
- Os Economistas (1985)
- Tudo sobre Drogas (1986)